# PhotoDNA
PhotoDNA é uma tecnologia desenvolvida pela Microsoft e melhorada por Hany Farid , do Dartmouth College, que calcula valores hash de imagens, arquivos de áudio, e de vídeo, com a finalidade de identificar imagens semelhantes.
PhotoDNA é principalmente utilizado na prevenção de pornografia infantil, e funciona através do cálculo de um hash único que representa a imagem. Tal hash é calculado de tal forma que seja resistente a alterações na imagem, incluindo redimensionamento e pequenas alterações de cor. A tecnologia funciona convertendo a imagem para preto e branco, re-dimensionando-a, quebrando-o numa grade, e comparando gradientes de intensidade e bordas.
É usado com os serviços próprios da Microsoft, tal qual Bing e OneDrive, bem como pelo Google Gmail, pelo Twitter, pelo Facebook, pelo Adobe Systems, e pelo Centro Nacional para Crianças Desaparecidas E Exploradas, este último para o qual a Microsoft doou a tecnologia.